# 다고라, 우주 괴물
다고라, 우주 괴물(宇宙大怪獣ドゴラ, Dagora, The Space Monster)은 일본에서 제작된 혼다 이시로 감독의 1964년 범죄, SF 영화이다. 나츠키 요스케 등이 주연으로 출연하였다.

## 출연

### 주연
- 나츠키 요스케
- 후지야마 요코

### 조연
- 코이즈미 히로시
- 나카무라 노부오
- 로버트 던햄
- 와카바야시 아키코
- 타자키 준
- 후지타 스스무
- 카와즈 세이자부로
- 아마모토 에이세이
- 카토 하루야
- 타지마 요시후미
- 키리노 나다오
- 와카마츠 아키라
- 와카모토 히로노부
- 히로세 쇼이치
- 치바 이치로
- 오마에 와타루
- 우노 코지
- 토긴 초타로
- 츠츠미 야스히사
- 오카베 타다시
- 오카 유타카
- 쿠마가이 타쿠조
- 나카야마 유타카
- 사와이 케이코

## 제작진
- 미술: 키타 타케오